# Стасенко Сергій Євгенович
Стасенко Сергій Євгенович (25 квітня 1950, Львів, УРСР, СРСР) — радянський, український та ізраїльський кінооператор-постановник, фотохудожник.

## Життєпис
У 1974 році закінчив операторський факультет Київського державного інституту театрального мистецтва ім. І.К. Карпенка-Карого. Працював асистентом оператора (до 1970) і оператором (до 1973) на кіностудії «Білорусьфільм». 
З 1974 року — кінооператор-постановник Київської кіностудії ім. О. Довженка і Одеської кіностудії.
Пропрацював понад 20 років з такими відомими режисерами, як Микола Мащенко, Артур Войтецький, Борис Івченко, Віктор Туров, Андрій Бенкендорф, Олександр Сурин, Ярослав Лупій, Сергій Ашкеназі та ін.
З 1996 року живе в Ізраїлі.

## Фільмографія
Асистент оператора:
- «Білий птах з чорною ознакою» (1971, у співавт., реж. Юрій Іллєнко; кіностудія ім. О. Довженка)

Фотохудожник:
- «Мріяти і жити» (1974, реж. Юрій Іллєнко; кіностудія ім. О. Довженка)

Оператор-постановник:
- «Горя боятися — щастя не бачити» (1973, реж. Віктор Туров; «Білорусьфільм»)
- «Хвилі Чорного моря» (1975, т/ф, «Зимовий вітер», частина друга (2 серії), реж. Артур Войтецький, Олег Гойда; кіностудія ім. О. Довженка)
- «Дніпровський вітер» (1976, кіноальманах, новела «На косі»; реж. Василь Ілляшенко; кіностудія ім. О. Довженка)
- «Завтра вистава» (1977, док. фільм, реж. Юрій Тупицький; кіностудія ім. О. Довженка)
- «Хліб дитинства мого» (1977, реж. Ярослав Лупій; Одеська кіностудія)
- «Під сузір'ям Близнюків» (1978, реж. Борис Івченко; кіностудія ім. О. Довженка)
- «Овід» (1980, т/ф, 3 с, реж. Микола Мащенко; кіностудія ім. О. Довженка)
- «Сто радощів, або Книга великих відкриттів» (1981, у співавт. з Б. Виноградовим, реж. Ярослав Лупій; Одеська кіностудія)
- «Повернення з орбіти» (1983, реж. Олександр Сурин; кіностудія ім. О. Довженка)
- «До розслідування приступити» (1986—1987, 4 серії, реж. Андрій Бенкендорф; кіностудія ім. О. Довженка)
- «Дискжокей» (1987, у співавт. з В. Атаманенком, реж. Борис Небієрідзе; кіностудія ім. О. Довженка)
- «Кримінальний талант» (1988, т/ф, 2 с, реж. Сергій Ашкеназі; Одеська кіностудія)
- «Робота над помилками» (1988, реж. Андрій Бенкендорф; кіностудія ім. О. Довженка)
- Заручниця (1990, реж. Сергій Ашкеназі; Одеська кіностудія і Держкіно СРСР)
- «Рок-н-рол для принцес» (1990, реж. Радомир Василевський; Одеська кіностудія)
- «Фанат 2» (1990, реж. Володимир Феоктистов; вир-во «Тірс»)
- «Любов. Смертельна гра...» (1991, реж. Сергій Ашкеназі; Одеська кіностудія/ ВТО «Аркадія»)
- «Моя сусідка» (1991, реж. Олександр Гранатов; компанія «Irka-Film»)
- «Викрадачі води» (1992, реж. Володимир Феоктистов, Марк Орлов, ТО «Екран»)
- «Сезон оголеного серця» (1992, реж. Олександр Бурко; Україна, Одеська кіностудія)
- «Тарганові перегони» (1993, реж. Роман Гай; Україна, вир-во «Прометей» (Одеса)
- «Мсьє Робіна» (1994, реж. Олександр Бурко; Україна, ТПП «Беседер») та ін.

## Кінофестивалі і премії
- 1978 — Приз і диплом XI Всесоюзного кінофестивалю (Єреван): за фільм «Хліб дитинства мого» (1977).
- 1984 — Спеціальний приз Всесоюзного кінофестивалю (Київ): за фільм «Повернення з орбіти» (1983).